# Delta del Danubio
Il delta del Danubio (in romeno Delta Dunării; in ucraino Дельта Дунаю?, Del'ta Dunaju), si estende fra la Dobrugia in Romania e l'Oblast di Odessa in Ucraina. Con un'area di 3446 km² il delta del Danubio è il meglio conservato fra quelli dei fiumi europei.

## Storia
Durante la maggior parte dell'Età moderna, il delta del Danubio è stato sotto il controllo dell'Impero ottomano. Nel momento della dissoluzione di esso, l'Impero austro-ungarico e le altre potenze europee misero in campo tutte le loro forze per evitare che il delta finisse nelle mani dell'Impero russo. Il Trattato di Parigi del 1856, che pose termine alla Guerra di Crimea decretò che fosse una commissione internazionale ad occuparsi della regione e da quel momento iniziarono i lavori continui per mantenere navigabile il fiume Danubio.
Dal 1877 al 1917 fu confine tra la Romania e l'Impero russo. Dal 1919 al 1940 e poi dal 1941 al 1944 fu interamente parte della Romania. Dal 1944 al 1991 fu confine tra Romania e RSS Ucraina, allora parte dell'Unione Sovietica. Dal 1991 è al confine tra Romania e Ucraina. Nel 1991 il delta del Danubio è stato inserito dall'UNESCO nell'elenco dei siti indicati come patrimonio dell'umanità e riserva della biosfera. Circa 2733 km² sono aree strettamente protette. Dal 2000 la riserva è collocata del Diploma europeo delle aree protette.

## Geografia

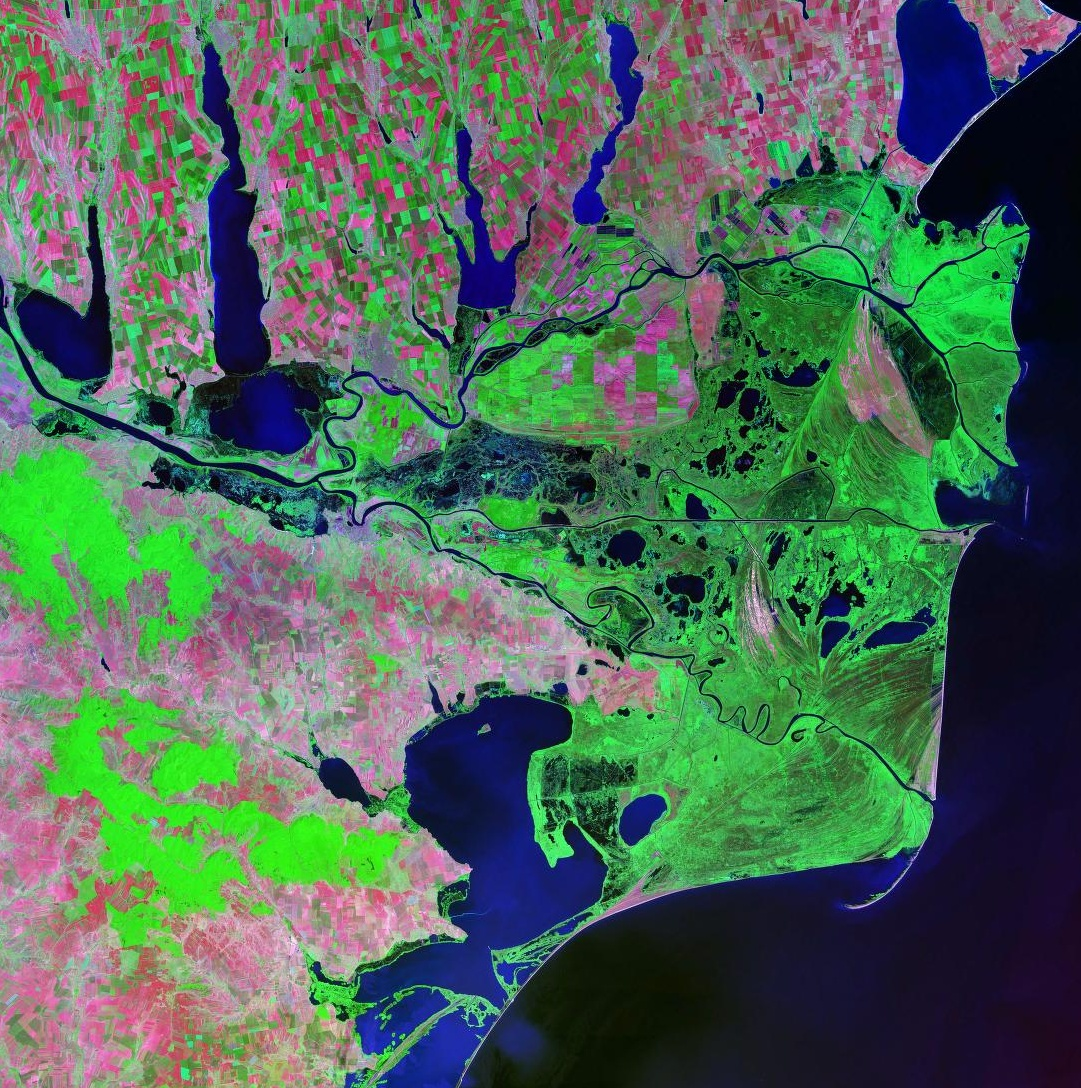
Il Delta del Danubio - Landsat (2000)

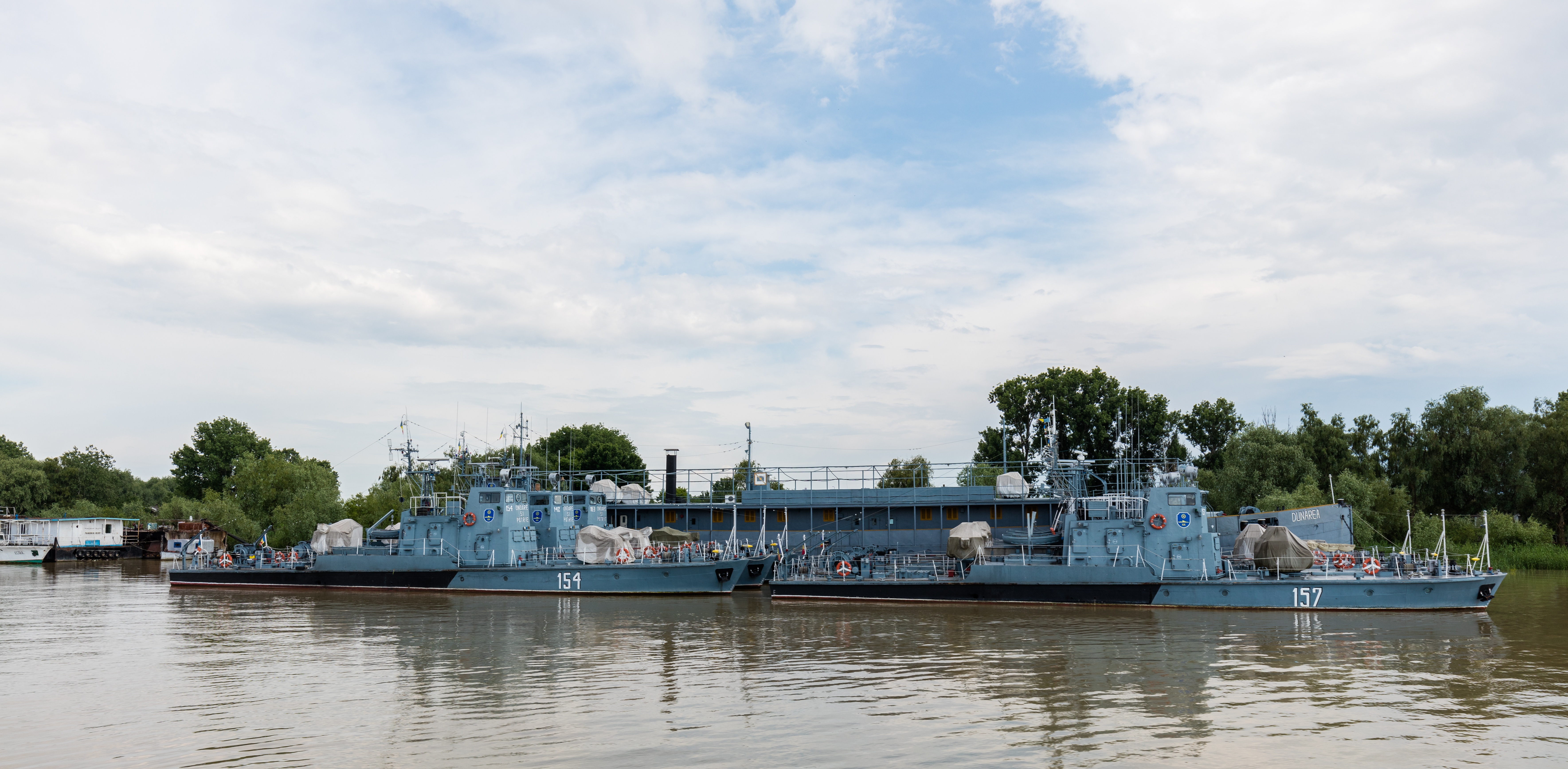
Motovedetta rumena nel Delta del Danubio.

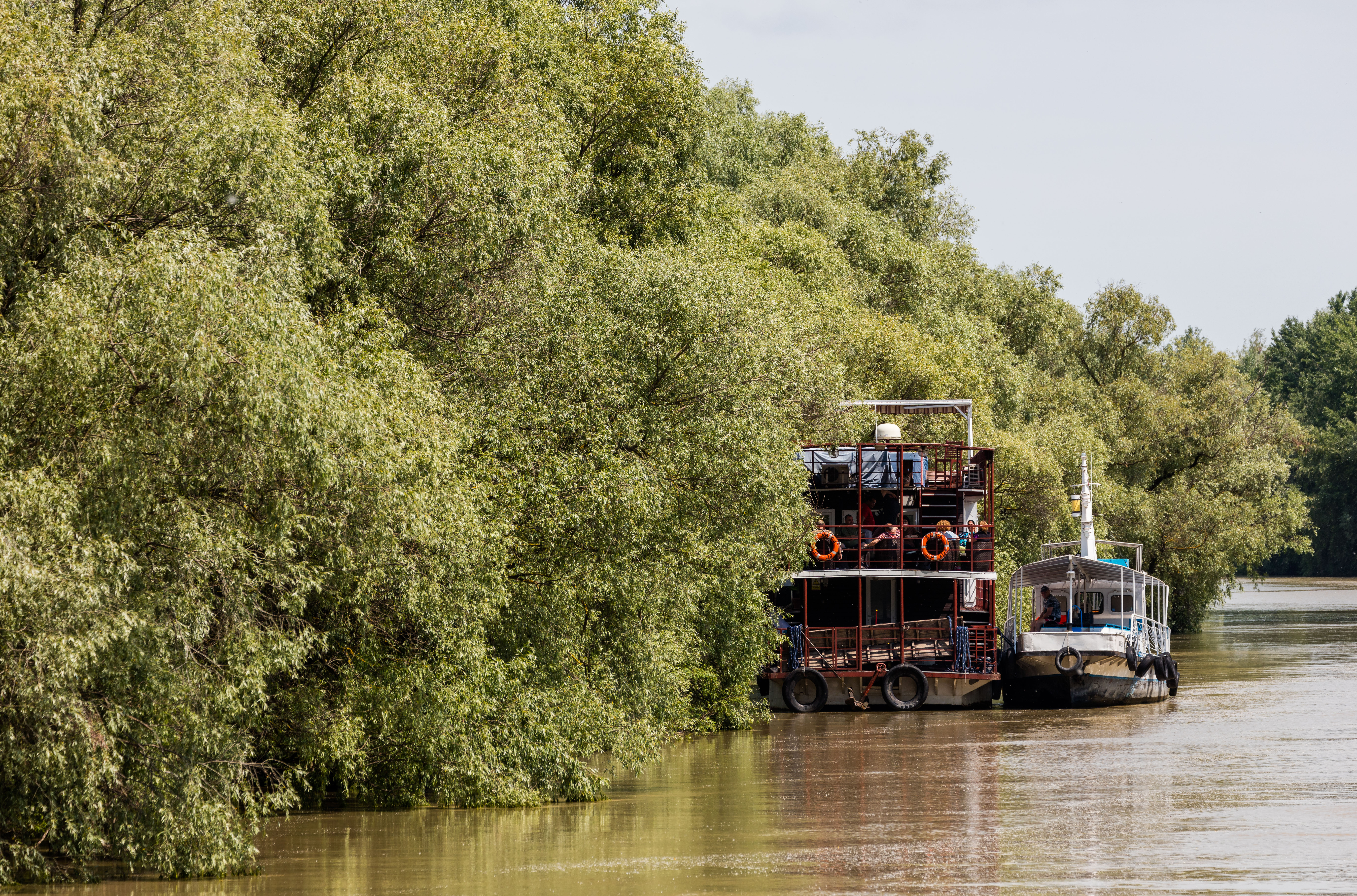
Navi nel delta del Danubio

Il delta è situato approssimativamente a 45° di latitudine Nord e 29° di longitudine est.
Ogni anno, il materiale alluvionale portato dal Danubio aumenta la larghezza del delta di circa 40 metri, rendendolo estremamente dinamico. Nei pressi di Tulcea, il Danubio si divide in tre rami, prima di sfociare nel Mar Nero: 
- Chilia, lungo circa 104 km, il più a nord che delimita il confine tra Romania e Ucraina
- Sulina, lungo circa 71 km, è il ramo centrale; è continuamente dragato per consentire la navigazione
- Sfintu Gheorghe, lungo circa 123 km, è il ramo più meridionale

Molti altri canali più piccoli suddividono il delta in aree coperte da vegetazione, paludi e foreste, alcune delle quali vengono inondate durante l'autunno e la primavera.
Nel 2004 l'Ucraina ha inaugurato i lavori del Canale Bystryj ((RO)  Canalul Bâstroe, (UK)  Канал Дунай — Чорне море) che fornirà un collegamento navigabile dal Mar Nero alla sezione ucraina del delta. L'Unione europea ha fatto pressione sull'Ucraina perché cessi i lavori, perché danneggerebbero le paludi del delta. I rumeni, impegnati a proteggere il delta, hanno dichiarato che citeranno l'Ucraina alla Corte internazionale di giustizia.

## Ambiente

### Fauna
Il fiume ospita 300 specie di uccelli e 45 specie di pesci d'acqua dolce nei suoi numerosi laghi e paludi.
Questo è il luogo in cui milioni di uccelli provenienti da diverse parti della Terra (Europa, Asia, Africa, Mar Mediterraneo) vengono a deporre le loro uova.

### Flora
Si stima che nell'area del delta del Danubio esistano oltre 1200 varietà di piante.
La vegetazione del delta è rappresentata in massima parte da specie vegetali varie che occupano il 78% della superficie. Per il 6% della superficie troviamo salici, larici e pioppi
La flora del delta è rappresentata dalla vegetazione tipica della palude (cannuccia, biodo, carice, con misto salice nano) ed occupa il 78% del totale della superficie. I saliceti occupano il 6% della superficie del delta, con boschi di salice, frassino, ontano, pioppo che crescono sulle dune fluviali, che sono inondate periodicamente. Gli specchi d'acqua sono coperti da una vegetazione acquatica galleggiante e occupano il 2% della superficie del delta. Ci sono anche boschi sulle pianure Letea e Caraorman e sono fatte di quercia brinato, biodo, pioppo tremulo, olmo e piante rampicanti.

## Abitanti
Attorno al delta vivono circa 15 000 persone, molte delle quali sussistono di pesca con i loro tradizionali kayak di legno. Include una comunità di Lipovani che sono discendenti dei cosiddetti Vecchi credenti fedeli del vecchio rito, che lasciarono la Russia nel 1772 per evitare persecuzioni religiose. Il centro principale della comunità lipovana nella parte ucraina del delta del Danubio è Vilkovo.
I centri abitati più importanti sono:
- In Romania:
  - Tulcea
  - Chilia Veche, davanti alla città ucraina di Kilija
  - Sulina
  - Sfântu Gheorghe
  - Periprava
- In Ucraina:
  - Ismail
  - Kilija (in rumeno Chilia Nova)
  - Vylkove